# Дьёндьёши утца (станция метро)
«Дьёндьёши у́тца» (венг. Gyöngyösi utca — улица Дьёндьёши) — станция Будапештского метрополитена на линии M3 (синей).
Открыта в 1990 году в составе участка «Арпад хид» — «Уйпешт-Кёзпонт». Названа по одноимённой улице.
Линия M3 на участке «Деак Ференц тер» — «Уйпешт-Варошкапу», включающем и «Дьёндьёши утца», идёт параллельно проспекту Ваци (венг. Váci út), одной из главных магистралей Будапешта, ведущей в северном направлении по левому берегу Дуная.
Станция мелкого заложения, глубина 4,5 м. На станции две боковые платформы. Рядом со станцией большой жилой массив, построенный в социалистический период и несколько крупных торговых комплексов.
4 ноября 2017 года часть линии M3 от станции «Лехель тер» до станции «Уйпешт-Кёзпонт» закрыта на реконструкцию. 29 марта 2019 года станция «Дьёндьёши утца» была торжественно открыта после реконструкции.